# Jim Aernouts
Pour les articles homonymes, voir Aernout.
Jim Aernouts (né le 23 mars 1989 à Anvers, dans le district d'Ekeren, en Belgique) est un coureur cycliste belge. Il se spécialise dans le cyclo-cross.

## Biographie
À l'issue de la saison 2020-2021, Aernouts annonce qu'il met un terme à sa carrière sportive, à l'âge de 31 ans. Il indique également effectuer une reconversion dans l'hôtellerie-restauration dans un établissement en Belgique qu'il a repris auparavant avec sa compagne,.

## Palmarès en cyclo-cross
- 2006-2007
  -  Championnat de Belgique de cyclo-cross juniors
- 2009-2010
  -  Championnat de Belgique de cyclo-cross espoirs
  - Coupe du monde espoirs #4, Coxyde
  - Trophée GvA espoirs #8, Internationale Sluitingsprijs
- 2010-2011
  - Classement général du Superprestige espoirs
    - Superprestige espoirs #1, Ruddervoorde
    - Superprestige espoirs #3, Hamme-Zogge
    - Superprestige espoirs #8, Middelkerke

  - Trophée GvA espoirs #3 - GP d'Hasselt, Hasselt
  - Trophée GvA espoirs #7 - Krawatencross, Lille
  - 6e de la Coupe du monde espoirs
- 2012-2013
  - GP de la Commune de Contern, Contern
- 2013-2014
  - XXV. Ispasterko Udala Sari Nagusia, Ispaster
- 2018-2019
  - Toi Toi Cup #4, Slaný
- 2019-2020
  - Grand Prix Podbrezová, Podbrezová
  - Grand Prix Topoľčianky, Topoľčianky